# 몽골피에 형제

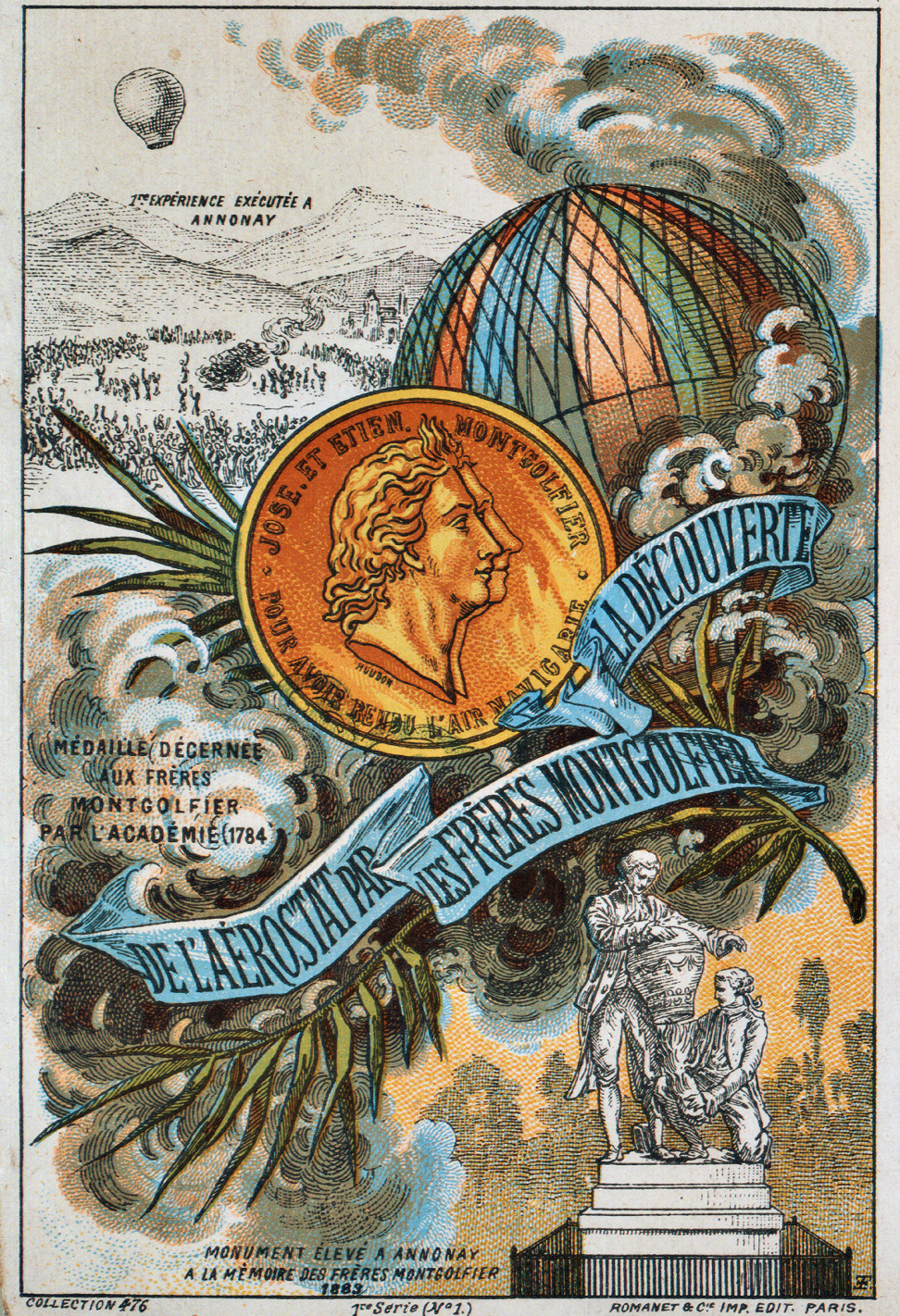

조제프 미셸 몽골피에(프랑스어: Joseph-Michel Montgolfier, 1740년 8월 26일 ~ 1810년 6월 26일)는 프랑스의 발명가이다. 처음에는 건축에 종사하였으나 공기보다 가벼운 기체가 있다는 것을 알고, 동생 자크 에티엔 몽골피에(Jacques-Étienne Montgolfier, 1745년 1월 6일 ~ 1799년 8월 2일)와 함께 열을 가한 공기를 부풀려 커다란 열기구를 높게 띄워 사람들을 놀라게 하였다. 1783년 6월 4일에 처음으로 사람을 태운 기구를 파리의 하늘에 띄우는 일에 성공하였다.

## 같이 보기
- 항공의 역사
- 라이트 형제